# Xavier Fuentes i Arderiu
Xavier Fuentes i Arderiu  (Barcelona, 9 d'octubre de 1947) és un farmacèutic dedicat a les ciències de laboratori clínic. Es va llicenciar en Farmàcia l'any 1973 i es va doctorar amb la qualificació excel·lent cum laude l'any 1978 amb una tesi sobre la viscosimetria sanguínia.
L’any 1981 va començar a exercir com a facultatiu adjunt del Servei de Bioquímica de l'Hospital Universitari de Bellvitge i fou tutor docent en l’especialització de Bioquímica clínica. L’any 2005 va esdevenir coordinador dels laboratoris clínics de l'Hospital Universitari de Bellvitge i l’any 2009 va ser nomenat director científic dels laboratoris esmentats.
Va ser membre de diverses comissions de societats científiques internacionals del sector del diagnòstic in vitro, fent-hi aportacions en els àmbits de la terminologia, la metrologia, el valor semiològic, la qualitologia i la normalització.
Xavier Fuentes va promoure la normalització dels laboratoris clínics de Catalunya com a coordinador del Comitè d’Homologació de Dades i Procediments del Departament de Salut (abans Sanitat i Seguretat Social) de la Generalitat de Catalunya. L'any 1995 va fundar l'Associació Catalana de Ciències de Laboratori Clínic.

## Activitat
Fruit de la seva activitat de recerca són més de tres-centes publicacions, entre llibres i articles publicats en revistes nacionals i internacionals, i les dotze tesis doctorals dirigides. Des del 1986 fins al 1991 va dirigir Química Clínica, revista de la Sociedad Española de Química Clínica y Medicina de Laboratorio.
Com a reconeixement de la seva obra, l'any 2015 la Sociedad Española de Bioquímica Clínica y Patología Molecular li va concedir el premi del seu Comitè Científic.
Ha participat en organitzacions internacionals com a membre dels comitès tècnics 140 i 251 del Comitè Europeu de Normalització (1991-1996); presidint la Comissió sobre Nomenclatura, Propietats i Unitats en Química Clínica de la Unió Internacional de Química Pura i Aplicada (IUPAC, de l'anglès International Union of Pure and Applied Chemistry) / Federació Internacional de Química Clínica (IFCC, de l'anglès International Federation of Clinical Chemistry and Laboratory Medicine)(1998-99), com a membre del Comitè Interdivisional de Nomenclatura i Símbols de la IUPAC (1998-2001); com a membre del Grup de Treball de Gestió de la Qualitat en el Laboratori Clínic del Comitè Tècnic 212 de l'Organització Internacional de Normalització (1998-2015), i representant de la IFCC en el JCGM-WG2 per a la redacció del "Vocabulari Internacional de Metrologia" (2012-2014).
A Catalunya, va impulsar les activitats normalitzadores en l'àmbit del Programa Especial de Laboratoris Clínics del Departament de Sanitat i Seguretat Social de la Generalitat de Catalunya dirigit per Joan Colomines i Puig i hi va crear el Comitè d'Homologació de Dades i Procediments, del qual va ser coordinador del 1898 al 2000. També va ser vicepresident de la Societat Catalana de Terminologia (2004-2006), i membre del Consell Assessor de Salut del Departament de Salut de la Generalitat de Catalunya (2004-2009).
L'any 1995 va fundar l'Associació Catalana de Ciències de Laboratori Clínic per tal de revitalitzar el sector del diagnòstic in vitro a Catalunya des d'una perspectiva inserida en la cultura i llengua catalanes, i en va ser el president des del 2001 al 2009. També va presidir el III Congrés Català de Ciències de Laboratori Clínic celebrat a l'Hospitalet de Llobregat l'any 1998 i va ser el coordinador general del I Simposi Europeu del Laboratori Clínic i la Indústria del Diagnòstic in vitro celebrat a Palma l'any 2001.
Des de l'any 2015 la seva activitat ha minvat a causa d'un accident vascular cerebral que li va causar greus limitacions. Malgrat tot, l'any 2018 l'Associació Catalana de Ciències de Laboratori Clínic va publicar el llibre Fonaments de la Ciències de Laboratori Clínic, del qual és coautor. També ha estat cocurador del Diccionari terminològic de Ciències de Laboratori Clínic.
L'any 2023 l'assemblea de l'Associació Catalana de Ciències de Laboratori Clínic el va nomenar president honorífic d'aquesta organització.

## Publicacions
Alguns dels seus llibres o llibres en què ha participat són:
- Bioquímica clínica: aspectos semiológicos (Barcelona: Mayo, 1992) ISBN 84-86180-32-5 (B-34603-1992)
- La normalització en Bioquímica Clínica (Barcelona: Reial Acadèmia de Doctors, 1996) (B-9100-1996)
- Bioquímica clínica: aspectos metrológicos (Barcelona: Mayo, 1996) ISBN 84-86180-68-6 (M-9577-1996)
- Bioquimica clínica y patología molecular (Barcelona: Editorial Reverté, 1997)  ISBN 9788429118544[20]
- Diccionario inglés-español de ciencias de laboratorio clínico (Wilton: Globetech, 1997) ISBN 0-9656280-1-9
- Bioquímica clínica y patología molecular (T II) (Barcelona: Editorial Reverté, 1998) ISBN 9788429118551
- Diccionario de Ciencias de Laboratorio Clínico (Madrid: McGraw-Hill Interamericana, 1998) ISBN 84-486-0201-3 (M-38399-1998)
- Diccionari de bioquímica clínica (Barcelona: Servei de Llengua Catalana de la Universitat de Barcelona; Edicions Universitat de Barcelona; Eumo; 1999 ISBN 84-7602-346-4 (B-47443-1999)
- Manual d'estil per a les ciències de laboratori clínic (Barcelona: Associació Catalana de Ciències de Laboratori Clínic, 2000) ISBN 84-688-6835-3 (B-9481-2000)
- Códex del laboratorio clínico (Madrid: Elsevier Science, 2003) ISBN 84-8174-638-X (M-15486-2003)
- Llibre blanc del laboratori clínic a Catalunya (Barcelona: ACCLC, 2006) ISBN 84-689-8349-7 (B-14365-2006)
- Compendium of Terminology and Nomenclature of Properties in Clinical Laboratory Sciences: Recommendations (London: Royal Society of Chemistry, 2016) ISBN 9781782621072
- Fonaments de les ciències de laboratori clínic (Barcelona: ACCLC, 2018) (B-2807-2018), a cura de Jaume Miró
- Diccionari terminològic de ciències de laboratori clínic (Barcelona: ACCLC; 2023); cocurador, amb Jaume Miró, Joan Arnal i Joan Nicolau